# Умберто Ельгета
Умберто Ельгета (ісп. Humberto Elgueta, 10 вересня 1904, Сантьяго, Чилі — 28 листопада 1976) — чилійський футболіст, що грав на позиції півзахисника.
Виступав за клуби «Голд Кросс», «Сантьяго Вондерерз» та «Наваль Талькауано», а також національну збірну Чилі.

## Клубна кар'єра
У дорослому футболі дебютував 1920 року виступами за команду клубу «Голд Кросс», в якій провів дев'ять сезонів. 
Своєю грою за цю команду привернув увагу представників тренерського штабу клубу «Сантьяго Вондерерз», до складу якого приєднався 1930 року. Наступного року перейшов до клубу «Наваль Талькауано», за який відіграв один сезон і завершив професійну кар'єру футболіста у тому ж 1931 році.
Помер 28 листопада 1976 року на 73-му році життя.
| Дата            | Місто          | Господарі | Результат | Гості     | Турнір                       | Голи | Примітки |
| --------------- | -------------- | --------- | --------- | --------- | ---------------------------- | ---- | -------- |
| 11 вересня 1920 | Вінья-дель-Мар | Чилі      | 0 – 1     | Бразилія  | Кубок Америки з футболу 1920 | -    |          |
| 20 вересня 1920 | Вінья-дель-Мар | Чилі      | 1 – 1     | Аргентина | Кубок Америки з футболу 1920 | -    |          |
| 26 вересня 1920 | Вінья-дель-Мар | Чилі      | 1 – 2     | Уругвай   | Кубок Америки з футболу 1920 | -    |          |
| 17 вересня 1922 | Ріо-де-Жанейро | Чилі      | 1 – 1     | Бразилія  | Кубок Америки з футболу 1922 | -    |          |
| 23 вересня 1922 | Ріо-де-Жанейро | Чилі      | 0 – 2     | Уругвай   | Кубок Америки з футболу 1922 | -    |          |
| 28 вересня 1922 | Ріо-де-Жанейро | Чилі      | 0 – 4     | Аргентина | Кубок Америки з футболу 1922 | -    |          |
| 5 жовтня 1922   | Ріо-де-Жанейро | Чилі      | 0 – 3     | Парагвай  | Кубок Америки з футболу 1922 | -    |          |
| 10 грудня 1927  | Вінья-дель-Мар | Чилі      | 2 – 3     | Уругвай   | товариський матч             | -    |          |
| 16 липня 1930   | Монтевідео     | Чилі      | 3 – 0     | Мексика   | Чемпіонат світу 1930         | 1    |          |
| Усього          |                | Матчів    | 9         |           | Голів                        | 0    |          |